# Lara Croft and the Temple of Osiris
Lara Croft and the Temple of Osiris (рус. Лара Крофт и Храм Осириса) — видеоигра, разработанная Crystal Dynamics для PC, PlayStation 4 и Xbox One. Является продолжением серии игр о приключениях Лары Крофт и сиквелом Lara Croft and the Guardian of Light. Как и в приквеле, в отличие от предыдущих игр серии Lara Croft and the Temple of Osiris не содержит в названии словосочетания Tomb Raider и не связана с остальными играми серии. Игра имеет упор на совместное, кооперативное прохождение.

## Синопсис

### Персонажи
- Лара Крофт — английская аристократка и искательница приключений. Её, как и в приквеле, озвучит Кили Хоуc.
- Картер Белл — археолог, вставший на пути у Лары. Позднее он присоединяется к остальным.
- Исида — богиня, которая была в заключении с Гором. Помогала Ларе и Картеру воскресить Осириса.
- Гор — бог, который был в заключении с Исидой. Помогал Ларе и Картеру воскресить Осириса.

### Сюжет
Lara Croft and the Temple of Osiris — это сиквел одобренного критиками тайтла от Crystal Dynamics Lara Croft and the Guardian of Light («Лара Крофт и Хранитель Света»). Действие происходит посреди египетских пустынь, где совсем недавно был обнаружен Храм Сета, бога хаоса, который когда-то правил Египтом после того, как убил своего брата Осириса и подчинил себе других богов. Но однажды ему стало мало Египта и он ушел в мир мертвых в надежде собрать армию, которая смогла бы завоевать весь мир. Однако он так и не вернулся обратно.
Лара Крофт, прославленный исследователь, думала, что сможет первой добраться до храма, но предприимчивый археолог Картер Белл встретил её прямо у входа. Каждый из них надеялся найти мистический Посох Осириса, но они нашли больше, чем предполагали.
Храм служил тюрьмой для Гора и Исиды, последние из богов, которые не покорились Сету. Увидев посох, Картер взял его, тем самым запустив механизм, который активировал ловушки, предназначенные для удержания Гора и Исиды внутри Храма. С этого момента Картер и Лара обречены на смерть. Но Гор и Исида, освобожденные после тысяч лет заключения и вооруженные посохом, обещают Картеру и Ларе помочь воскресить Осириса, единственного бога, который может спасти Лару и Картера от приговора, и который является единственной силой, способной победить Сета. С общей целью найти все части Осириса и предотвратить возвращение Сета герои становятся одной командой.
По мере того, как они пробиваются с боем через пески, они встречают богов и монстров из мифов и легенд, которые подчинены Сету. На карту поставлена судьба мира, так как Сет, поддерживаемый армией мертвых, собирается с силами, чтобы вернуться и претендовать на трон в мире живых. Сет знает, что пророчество сбывается, и он намерен перестроить мир по-своему, превратив его в мир кошмарных штормов и смерти.

## Разработка
| Системные требования | Системные требования | Системные требования |
| -------------------- | -------------------- | -------------------- |
|                      | Рекомендации         |                      |

## Приём
| Сводный рейтинг       | Сводный рейтинг                        |
| Агрегатор             | Оценка                                 |
| --------------------- | -------------------------------------- |
| GameRankings          | PS4: 73,82 % XONE: 73,68 % PC: 69,90 % |
| Metacritic            | PC: 73/100 PS4: 74/100 XONE: 72/100    |
| Иноязычные издания    |                                        |
| Издание               | Оценка                                 |
| IGN                   | 8,1/10                                 |
| PC Gamer (US)         | 7,9/10                                 |
| Русскоязычные издания |                                        |
| Издание               | Оценка                                 |
| PlayGround.ru         | 7/10                                   |
| Riot Pixels           | 70 %                                   |

### Продажи
В 2018 году, благодаря уязвимости в защите Steam Web API, стало известно, что точное количество пользователей сервиса Steam, которые играли в игру хотя бы один раз, составляет 162 890 человек.
В мае 2022 года стало известно, что число загрузок мобильных проектов Lara Croft and the Guardian of Light, Lara Croft and the Temple of Osiris, Lara Croft: Relic Run и Lara Croft Go превысило 53 млн копий.